# Edwardsioides mamillata
Edwardsioides mamillata is een zeeanemonensoort uit de familie Edwardsiidae.
Edwardsioides mamillata is voor het eerst wetenschappelijk beschreven door Bourne in 1916.